# Лелі (Флорида)
Лелі (англ. Lely) — переписна місцевість (CDP) в США, в окрузі Колльєр штату Флорида. Населення — 3694 особи (2020).

## Географія
Лелі розташоване за координатами 26°6′18″ пн. ш. 81°43′55″ зх. д. / 26.10500° пн. ш. 81.73194° зх. д. (26.104971, -81.732004).  За даними Бюро перепису населення США в 2010 році переписна місцевість мала площу 3,80 км², з яких 3,53 км² — суходіл та 0,27 км² — водойми.

## Демографія
Згідно з переписом 2010 року, у переписній місцевості мешкала 3451 особа в 1746 домогосподарствах у складі 933 родин. Густота населення становила 908 осіб/км².  Було 2651 помешкання (697/км²).
Расовий склад населення:
| - 92,9 % — білих - 3,6 % — чорних або афроамериканців - 1,1 % — азіатів - 0,2 % — корінних американців - 0,1 % — вихідців з тихоокеанських островів - 1,4 % — осіб інших рас |

До двох чи більше рас належало 0,7 %. Частка іспаномовних становила 6,0 % від усіх жителів.
За віковим діапазоном населення розподілялося таким чином: 9,3 % — особи молодші 18 років, 43,3 % — особи у віці 18—64 років, 47,4 % — особи у віці 65 років та старші. Медіана віку мешканця становила 63,4 року. На 100 осіб жіночої статі у переписній місцевості припадало 84,8 чоловіків;  на 100 жінок у віці від 18 років та старших — 83,7 чоловіків також старших 18 років.
Середній дохід на одне домашнє господарство  становив 62 602 долари США (медіана — 52 599), а середній дохід на одну сім'ю — 79 269 доларів (медіана — 66 949). Медіана доходів становила 41 250 доларів для чоловіків та 42 106 доларів для жінок. За межею бідності перебувало 3,9 % осіб, у тому числі 6,6 % дітей у віці до 18 років та 5,4 % осіб у віці 65 років та старших.
Цивільне працевлаштоване населення становило 1269 осіб. Основні галузі зайнятості: освіта, охорона здоров'я та соціальна допомога — 19,6 %, мистецтво, розваги та відпочинок — 18,4 %, роздрібна торгівля — 17,7 %.